# Bernard Julia

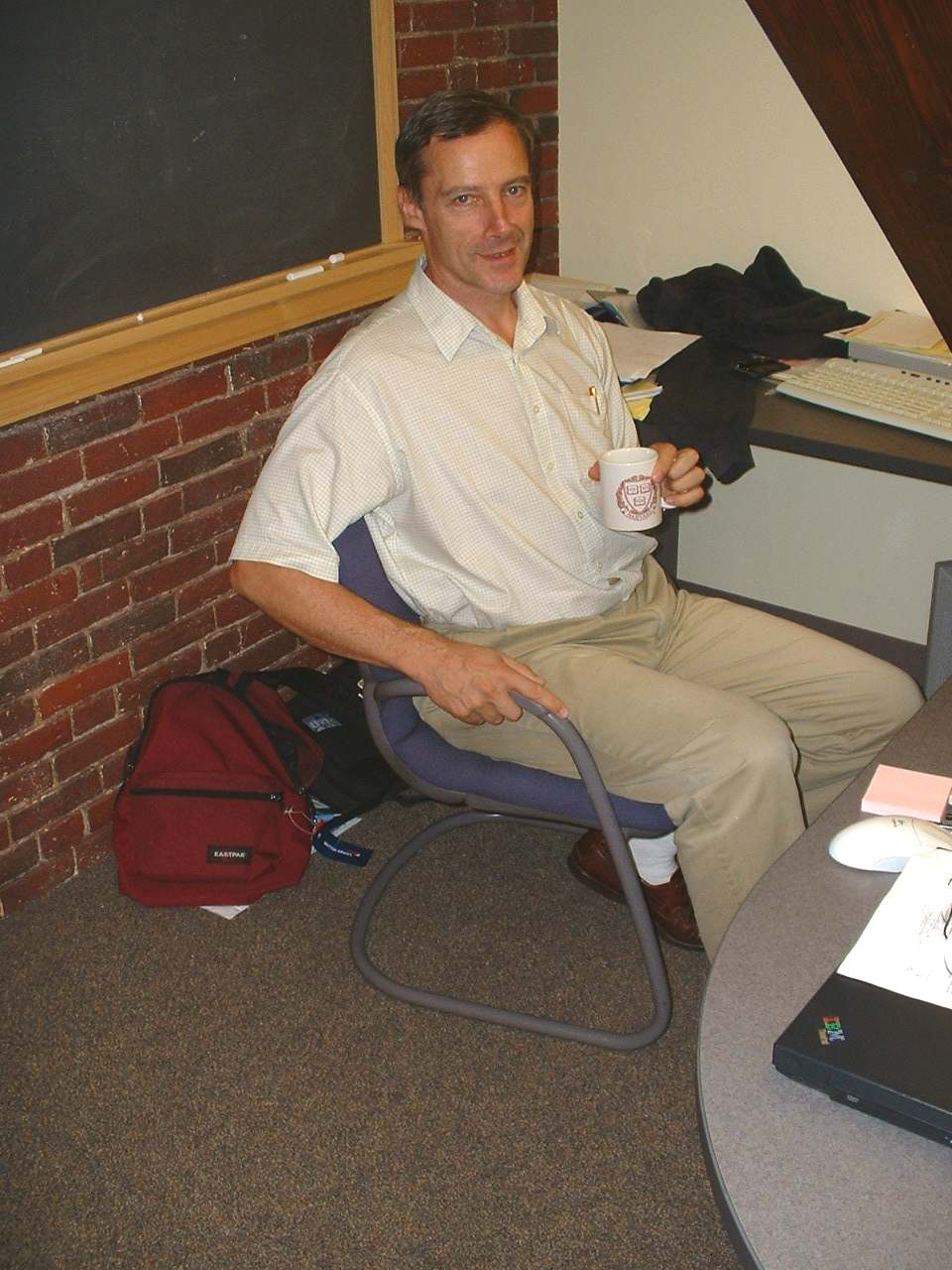
Bernard Julia 2004

Bernard L. Julia (* 1952 in Paris) ist ein französischer theoretischer und mathematischer Physiker.
Julia studierte ab 1970 an der École normale supérieure. Er promovierte 1978 an der Universität Paris-Süd über Eichtheorien, veröffentlichte aber schon seit 1973 unter anderem mit André Neveu über Polarisation durch Mehrfachreflexion an der Trennfläche zweier homogener Medien (mit einer weiteren Arbeit über Elementarteilchenphysik Gegenstand seiner Diplomarbeit 1974) und 1975 mit Anthony Zee über Anregungen mit elektrischer und magnetischer Ladung (Dyon genannt) in nichtabelschen Eichtheorien. 1976 war er am Institute for Advanced Study. Er ist Forschungsdirektor des CNRS an der École normale supérieure. Mit Eugène Cremmer und Joël Scherk konstruierte er 1978 die D = 11 Supergravitation. Kurz darauf konstruierte er mit Cremmer N = 8 Supergravitation und untersuchte den Higgs-Mechanismus in der Supergravitation. Er war danach in der Stringtheorie und deren Weiterentwicklungen aktiv.
1994 wurde er mit dem Gay-Lussac-Humboldt-Preis ausgezeichnet und 1986 mit dem Paul-Langevin-Preis.